# Neoitamus potanini
Neoitamus potanini là một loài ruồi trong họ Asilidae. Neoitamus potanini được Lehr miêu tả năm 1966. Loài này phân bố ở miền Ấn Độ - Mã Lai.